# Ligase
Ligases (ou sintetases) são enzimas que catalisam a ligação entre duas moléculas.

## DNA ligase
Um exemplo é a DNA ligase, que é responsável pela ligação de dois fragmentos de DNA. É empregada tanto na replicação celular, para ligar fragmentos de DNA separados (fragmentos de Okazaki), quanto em diversas técnicas de cunho genético e molecular, como a introdução de um gene de interesse em um plasmídeo à ser usado em uma técnica de clonagem molecular.

## Nomenclatura
A determinação do nome das enzimas é normatizada por um comitê especializado , o Nomenclature Committee of the International Union of Biochemistry and Molecular Biology (NC-IUBMB).
A Comissão Conjunta de Nomenclatura Bioquímica (JCBN) determina que 'sintase' pode ser usada com qualquer enzima que catalisa a síntese (usando ou não trifosfatos de nucleósidos), ao passo que 'sintetase' é para ser usada como sinônimo de 'ligase'.

### Classes de ligases
- EC6.1 - Enzimas que formam ligações carbono-oxigênio
- EC6.2 - Enzimas que formam ligações carbono-enxofre
- EC6.3 - Enzimas que formam ligações carbono-nitrogênio
- EC6.4 - Enzimas que formam ligações carbono-carbono
- EC6.5 - Enzimas que formam ligações tipo estér fosfórico
- EC6.6 - Enzimas que formam ligações nitrogênio-metal